# Sébastien Grignard
Sébastien Grignard (Bergen, 29 april 1999) is een Belgisch wielrenner.

## Carrière
Bij de junioren werd hij in 2017 zowel nationaal kampioen tijdrijden als op de weg; hetzelfde jaar werd hij derde op het Europees kampioenschap tijdrijden, achter Andreas Leknessund en Julius Johansen.
In 2021 werd Grignard prof bij Lotto Soudal, dat hem overhevelde vanuit hun opleidingsploeg.

## Overwinningen
2017
 Belgisch kampioen tijdrijden, Junioren
 Belgisch kampioen op de weg, Junioren
Chrono des Nations, Junioren

## Resultaten in voornaamste wedstrijden
| Jaar | Ronde van Italië | Ronde van Frankrijk | Ronde van Spanje |
| ---- | ---------------- | ------------------- | ---------------- |
| 2021 |                  |                     |                  |
| 2022 |                  |                     |                  |
| 2023 |                  |                     | 118e             |
| 2024 |                  | 129e                |                  |
| 2025 |                  | 144e                |                  |

| Jaar | Milaan-San Remo | Gent-Wevelgem | Ronde van Vlaanderen | Parijs-Roubaix | Amstel Gold Race | Luik-Bast.‑Luik | Waalse Pijl |
| ---- | --------------- | ------------- | -------------------- | -------------- | ---------------- | --------------- | ----------- |
| 2021 |                 |               |                      | buit.tijd      | 105e             | 141e            | 115e        |
| 2022 |                 |               | 73e                  | opgave         | opgave           | opgave          | 132e        |
| 2023 |                 |               | opgave               | opgave         |                  |                 |             |
| 2024 |                 |               | opgave               | 68e            |                  |                 |             |
| 2025 | 103e            | opgave        | 70e                  | 40e            |                  |                 |             |

## Ploegen
- 2021 −  Lotto Soudal
- 2022 −  Lotto Soudal
- 2023 −  Lotto Dstny
- 2024 –  Lotto Dstny
- 2025 –  Lotto

Conca · Cras · De Buyst · De Gendt · Degenkolb · Ewan · Frison · Gilbert · Goossens · Grignard · Holmes · Kluge · Kron · Małecki · Marczyński · Moniquet · Oldani · Sweeny · Thijssen · Van der Sande · Van Gils · Van Moer · Vanhoucke · Vermeersch · Verschaeve · Vervloesem · Wellens
Barbero (vanaf 1/5) · Beullens · Campenaerts · Conca · Cras · De Buyst · De Gendt · De Lie · Drizners · Ewan · Frison · Gilbert · Grignard · Holmes · Janse van Rensburg (vanaf 1/5) · Kluge · Kron · Małecki · Moniquet · Schwarzmann · Selig · Sweeny · Van Gils · Van Moer · Vanhoucke · Vermeersch · Verschaeve · Vervloesem · Wellens
Adamietz · Beullens · Campenaerts · De Buyst · De Gendt · De Lie · Drizners · Eenkhoorn · Ewan · Frison · Grignard · Guarnieri · Kron · Livyns · Menten · Moniquet · Paasschens · Schwarzmann · Segaert (vanaf 24/2) · Selig · Sepúlveda · Slock · Sweeny · Van de Paar · Van Eetvelt · Van Gils · Van Moer · Vanhoucke (vanaf 15/8) · Vermeersch
Adamietz · Berckmoes · Beullens · Campenaerts · Currie · De Buyst · De Gendt · De Lie · Drizners · Eenkhoorn · Gregaard · Grignard · Guarnieri · Kron · Livyns · Menten · Moniquet · Paasschens · Segaert · Taminiaux · Sepúlveda · Slock · Vandenabeele · Van de Paar · Van Eetvelt · Van Gils · Van Moer · Vanhoucke · Vermeersch